# Sakao (langue)
Pour les articles homonymes, voir Sakao.
Le sakao est une langue océanienne parlée sur l'île d'Espiritu Santo, au Vanuatu, par environ 4 000 locuteurs. 
Elle tient son nom de l'île Sakao, située près de la côte nord est d'Espiritu Santo, au large de Port-Olry. Ce n'est pas le nom originel de cette île que ses locuteurs appelaient Laðhi.

## Dialectes
En comparaison avec les langues voisines issues d'un même ancêtre commun, le sakao a subi des modifications phonologiques considérables, qui empêchent toute intercompréhension avec les langues voisines. 
Voici par exemple un tableau de comparaison d'avec une langue proche, le tolomako :
| Sens     | Sakao | Tolomako |
| -------- | ----- | -------- |
| pou      | nøð   | na ɣutu  |
| poulet   | nɔð   | na toa   |
| quatre   | jɛð   | βati     |
| souffler | hy    | suβi     |

Le sakao se divise en deux dialectes : celui du nord, autrement appelé dialecte de Port-Olry, et celui du sud, ou dialecte de Hog-Harbour. 
- Le dialecte du sud est le plus classique. Il est caractérisé par la perte de la plupart des voyelles pré- ou post-toniques, ce qui donne des groupes consonantiques inhabituels pour une langue océanienne.
- Le dialecte du nord est caractérisé par l'usage extensif de voyelles épenthétiques, qui ont atteint le statut de phonème, ce qui ressemble superficiellement à une harmonie vocalique ; la perte du n initial dans les noms, à l'exception des noms monosyllabiques ; et la diphtongaison de certaines voyelles en position finale de mot.

Par exemple, Port-Olry a /œmœɣœɛ/ pour « brouillard, brume », là où Hog-Harbour a /nmɣœ/.
Les exemples cités ci-dessous sont donnés sous la forme dialectale du nord, ou Port-Olry.

## Nombre
À l'instar du tolomako, le sakao distingue quatre nombres pour ses pronoms personnels. Cependant, il ne s'agit pas des singulier, duel, triel et pluriel mais du singulier, duel, paucal et pluriel. Le paucal du Sakao provient d'un ancien triel. Ainsi on a en tolomako /i ɣire-tolu/ « eux trois », et en sakao /jørðœl/ « eux, de trois à dix ». On dit en sakao /jørðœl løn/ « cinq d'entre eux », ce qui signifie étymologiquement « eux trois, cinq ».
Les substantifs ne varient pas en nombre, à l'exception des termes de parenté pour lesquels on distingue entre singulier et pluriel : /ðjœɣ/ « ma mère/tante » ~ /rðjœɣ/ « mes tantes » ; /walðyɣ/ « mon enfant » ~ /raalðyɣ/ « mes enfants ». De même pour les démonstratifs (pronoms, adjectifs) : /wa/ « celui-ci » ~ /warɨr/ « ceux-ci » ; /aðœŋœn mam/ « cette personne » ~ /aðœŋœn mamɨr/ « ces personnes » ; /ðað/ « ici » ~ /ðaðɨr/ « dans plusieurs endroits autour d'ici ».